# Скатт, Мишель
Мишель Скатт (в девичестве Проберт) (англ. Michelle Probert (Scutt); род. 17 июня 1960, Ливерпуль) — британская легкоатлетка (бег на короткие дистанции, эстафетный бег), призёр Игр Содружества, бронзовый призёр летних Олимпийских игр 1980 года в Москве, участница двух Олимпиад.

## Карьера
В 1977 году в Донецке стала бронзовым призёром первенства Европы среди юниоров в эстафете 4×100 метров. Бронзовый призёр розыгрыша Кубка Европы 1981 года в Загребе в эстафете 4×400 метров. Серебряный призёр розыгрыша Кубка мира 1981 года в Риме. В 1982 году Скатт стала бронзовым призёром Игр Содружества в Брисбене.
На Олимпиаде в Москве Скатт выступала в беге на 400 метров и эстафете  4×400 метров. В первой дисциплине Скатт выбыла из борьбы на стадии предварительных забегов. Во второй сборная Великобритании, за которую, кроме Скатт, выступали Линси Макдональд, Джослин Хойт-Смит и Донна Хартли, завоевала бронзовые медали с результатом 3.27,74 с, уступив сборным СССР (3.20,12 с) и ГДР (3.27,74 С).
На следующей Олимпиаде в Лос-Анджелесе Скатт снова выступала в тех же дисциплинах. В беге на 400 метров Скатт не дошла до финальной стадии соревнований, а в эстафете сборная Великобритании заняла 4-е место.